# Fabio Miretti
Fabio Miretti (Pinerolo, 3 agosto 2003) è un calciatore italiano, centrocampista della Juventus.

## Biografia
Nato a Pinerolo, è originario di Saluzzo, mentre ha origini sarde da parte di madre.
Nel 2022 ha conseguito il diploma di scuola superiore alla World International School di Torino.

## Caratteristiche tecniche
Inizia a giocare come centrocampista centrale, diventando pian piano un trequartista per via dell'attitudine al gol. Durante i suoi anni conclusivi nelle giovanili juventine viene impostato come mezzala oltreché designato come rigorista. Tra le sue principali qualità ci sono il dribbling, il passaggio filtrante e la propensione a cercare la porta, sia in prima persona inserendosi in area per battere a rete, sia come rifinitore per i compagni di squadra.
Nel 2020 è stato inserito nella lista dei migliori sessanta calciatori nati nel 2003, stilata dal quotidiano inglese The Guardian.

## Carriera

### Club

#### Gli inizi
Inizia a giocare a calcio all'età di quattro anni, nelle giovanili dell'Auxilium Saluzzo. Un anno dopo approda nel vivaio del Cuneo, dove gioca come sottoquota rispetto all'età dei suoi compagni di squadra.

#### Juventus

##### Giovanili e seconda squadra
Nel 2011, dopo essere stato provinato sia dal Torino sia dalla Juventus, entra nel settore giovanile di quest'ultima. Giocando come trequartista, Miretti segna 15 gol in 17 presenze con l'Under-17 nella stagione 2019-2020, prima della sospensione dei campionati a causa della pandemia di COVID-19. Nell'annata successiva comincia ad essere aggregato sempre più spesso alla Juventus U23, la seconda squadra bianconera militante in Serie C, finché il 13 febbraio 2021 fa il suo debutto fra i professionisti nella vittoria esterna per 3-0 contro l'AlbinoLeffe. Conclude la stagione totalizzando quattro presenze in campionato.
Inizia la stagione 2021-2022 svolgendo la preparazione estiva con la prima squadra bianconera di Massimiliano Allegri, prima di essere inserito in pianta stabile nei ranghi dell'Under-23 di Lamberto Zauli. Con questa, segna il suo primo gol in bianconero il 22 agosto, nella vittoria contro la Pro Sesto valevole per la Coppa Italia Serie C, trasformando il calcio di rigore del decisivo 3-2 al 108' dei tempi supplementari. Sei giorni dopo trova la sua prima rete in C, sbloccando il tabellino nel successo 2-1 sul campo della Pergolettese. Il 14 settembre indossa per la prima volta la fascia da capitano della squadra, nella partita di Coppa vinta per 3-2 contro la Feralpisalò. Durante la stagione, inoltre, viene saltuariamente aggregato alla squadra Under-19 di Andrea Bonatti in occasione degli impegni di UEFA Youth League: nella manifestazione continentale giovanile segna due gol in cinque partite, dando il suo contributo affinché la squadra raggiunga le semifinali, migliore piazzamento di sempre della Juventus nella competizione.

##### Prima squadra
Dopo avere ricevuto alcune convocazioni, l'8 dicembre 2021, a 18 anni, esordisce in prima squadra e contestualmente in UEFA Champions League, nel successo casalingo per 1-0 contro il Malmö FF, subentrando all'89'. Il 20 marzo 2022 ha poi modo di debuttare anche in Serie A, entrando in campo allo scadere della vittoria interna per 2-0 contro la Salernitana. Il suo debutto da titolare arriva il successivo 1º maggio, nella gara interna contro il Venezia vinta per 2-1. Conclude la stagione con 6 presenze in massima serie.
Nell'estate del 2022, Miretti viene promosso stabilmente nei ranghi della prima squadra, trovando una buona continuità d'impiego fin dall'avvio di stagione. Il 31 agosto seguente serve il suo primo assist in campionato, finalizzato da Milik nel 2-0 casalingo sullo Spezia, mentre il successivo 6 settembre gioca per la prima volta da titolare in una competizione europea, nella gara di Champions League persa per 2-1 sul campo del Paris Saint-Germain: a 19 anni e 34 giorni, diventa il secondo juventino più giovane, dopo Stefano Pioli, a debuttare dal primo minuto nella massima competizione europea per club.
Il 5 novembre 2023, Miretti segna la sua prima rete in Serie A e in maglia bianconera, siglando il gol del decisivo 1-0 sul terreno della Fiorentina; quindi il 4 gennaio 2024, trova anche il primo gol in Coppa Italia, nel 6-1 inflitto alla Salernitana negli ottavi di finale.

#### Genoa
Il 25 agosto 2024 viene ceduto in prestito al Genoa, sempre in Serie A. Segna la sua prima rete in maglia rossoblù il 24 novembre successivo, in campionato, nel pareggio interno per 2-2 contro il Cagliari. Impiegato con buona continuità nel prosieguo del campionato, il 14 marzo 2025 mette a segno la sua prima doppietta in carriera, decisiva nella vittoria casalinga per 2-1 contro il Lecce.

### Nazionale

#### Nazionali giovanili
È stato convocato dalle nazionali giovanili italiane Under-15, Under-16 e Under-17.
Debutta con la maglia dell'Under-19 il 13 agosto 2021, in una partita contro l'Albania vinta per 1-0. Il successivo 6 ottobre, contro la Lituania, segna il suo primo gol con la rappresentativa. Viene quindi convocato per le ultime partite delle qualificazioni al Campionato europeo di calcio Under-19 2022, contro Finlandia e Belgio: trova la rete in entrambe le gare, contribuendo alla qualificazione azzurra. Nel giugno 2022 prende parte alla fase finale dell'Europeo Under-19 in Slovacchia, in cui l'Italia giunge fino alle semifinali, prima di essere eliminata dai futuri campioni dell'Inghilterra.
Frattanto, nello stesso mese, era stato convocato per la prima volta dal selezionatore dell'Under-21, Paolo Nicolato, con cui debutta il 6 giugno 2022, giocando da titolare la gara contro il Lussemburgo valida per le qualificazioni al Campionato europeo di calcio Under-21 2023 e vinta per 3-0 dagli Azzurrini. Nel giugno 2023 viene incluso nella lista dei convocati per la fase finale dell'Europeo Under-21, organizzato in Georgia e Romania, che vede l'Italia eliminata al primo turno.
Confermato anche nel successivo ciclo degli Azzurrini dal nuovo selezionatore Carmine Nunziata, il 12 settembre 2023 segna la prima rete con l'Under-21 sbloccando il risultato nella partita vinta per 2-0 sul campo della Turchia, durante le Qualificazioni al campionato europeo di calcio Under-21 2025.

#### Nazionale maggiore
Nel maggio 2022 è chiamato per uno stage riservato ai calciatori emergenti e voluto dal commissario tecnico della nazionale maggiore, Roberto Mancini. Il 10 novembre seguente, riceve la sua prima convocazione ufficiale, in vista del ciclo di amichevoli contro Albania e Austria; esordisce il 20 dello stesso mese a Vienna, a 19 anni e 3 mesi, subentrando a Nicolò Barella nei minuti finali della partita contro gli austriaci, conclusasi con una sconfitta per 2-0.

## Statistiche

### Presenze e reti nei club
Statistiche aggiornate al 13 aprile 2025.
| Stagione            | Squadra             | Campionato          | Campionato | Campionato | Coppe nazionali | Coppe nazionali | Coppe nazionali | Coppe continentali | Coppe continentali | Coppe continentali | Altre coppe | Altre coppe | Altre coppe | Totale | Totale |
| Stagione            | Squadra             | Comp                | Pres       | Reti       | Comp            | Pres            | Reti            | Comp               | Pres               | Reti               | Comp        | Pres        | Reti        | Pres   | Reti   |
| ------------------- | ------------------- | ------------------- | ---------- | ---------- | --------------- | --------------- | --------------- | ------------------ | ------------------ | ------------------ | ----------- | ----------- | ----------- | ------ | ------ |
| 2020-2021           | Juventus U23        | C                   | 4          | 0          | -               | -               | -               | -                  | -                  | -                  | -           | -           | -           | 4      | 0      |
| 2021-2022           | Juventus U23        | C                   | 26         | 3          | CI-C            | 3               | 1               | -                  | -                  | -                  | -           | -           | -           | 29     | 4      |
| Totale Juventus U23 | Totale Juventus U23 | Totale Juventus U23 | 30         | 3          |                 | 3               | 1               |                    | -                  | -                  |             | -           | -           | 33     | 4      |
| 2021-2022           | Juventus            | A                   | 6          | 0          | CI              | 0               | 0               | UCL                | 1                  | 0                  | SI          | 0           | 0           | 7      | 0      |
| 2022-2023           | Juventus            | A                   | 27         | 0          | CI              | 4               | 0               | UCL+UEL            | 5+4                | 0                  | -           | -           | -           | 40     | 0      |
| 2023-2024           | Juventus            | A                   | 25         | 1          | CI              | 3               | 1               | -                  | -                  | -                  | -           | -           | -           | 28     | 2      |
| Totale Juventus     | Totale Juventus     | Totale Juventus     | 58         | 1          |                 | 7               | 1               |                    | 10                 | 0                  |             | 0           | 0           | 75     | 2      |
| 2024-2025           | Genoa               | A                   | 25         | 3          | CI              | 1               | 0               | -                  | -                  | -                  | -           | -           | -           | 26     | 3      |
| Totale carriera     | Totale carriera     | Totale carriera     | 113        | 7          |                 | 11              | 2               |                    | 10                 | 0                  |             | 0           | 0           | 134    | 9      |

### Cronologia presenze e reti in nazionale
| Cronologia completa delle presenze e delle reti in nazionale ― Italia | Cronologia completa delle presenze e delle reti in nazionale ― Italia | Cronologia completa delle presenze e delle reti in nazionale ― Italia | Cronologia completa delle presenze e delle reti in nazionale ― Italia | Cronologia completa delle presenze e delle reti in nazionale ― Italia | Cronologia completa delle presenze e delle reti in nazionale ― Italia | Cronologia completa delle presenze e delle reti in nazionale ― Italia | Cronologia completa delle presenze e delle reti in nazionale ― Italia |
| Data                                                                  | Città                                                                 | In casa                                                               | Risultato                                                             | Ospiti                                                                | Competizione                                                          | Reti                                                                  | Note                                                                  |
| --------------------------------------------------------------------- | --------------------------------------------------------------------- | --------------------------------------------------------------------- | --------------------------------------------------------------------- | --------------------------------------------------------------------- | --------------------------------------------------------------------- | --------------------------------------------------------------------- | --------------------------------------------------------------------- |
| 20-11-2022                                                            | Vienna                                                                | Austria                                                               | 2 – 0                                                                 | Italia                                                                | Amichevole                                                            | -                                                                     | 90’                                                                   |
| Totale                                                                |                                                                       | Presenze                                                              | 1                                                                     |                                                                       | Reti                                                                  | 0                                                                     |                                                                       |

| Cronologia completa delle presenze e delle reti in nazionale ― Italia under 21 | Cronologia completa delle presenze e delle reti in nazionale ― Italia under 21 | Cronologia completa delle presenze e delle reti in nazionale ― Italia under 21 | Cronologia completa delle presenze e delle reti in nazionale ― Italia under 21 | Cronologia completa delle presenze e delle reti in nazionale ― Italia under 21 | Cronologia completa delle presenze e delle reti in nazionale ― Italia under 21 | Cronologia completa delle presenze e delle reti in nazionale ― Italia under 21 | Cronologia completa delle presenze e delle reti in nazionale ― Italia under 21 |
| Data                                                                           | Città                                                                          | In casa                                                                        | Risultato                                                                      | Ospiti                                                                         | Competizione                                                                   | Reti                                                                           | Note                                                                           |
| ------------------------------------------------------------------------------ | ------------------------------------------------------------------------------ | ------------------------------------------------------------------------------ | ------------------------------------------------------------------------------ | ------------------------------------------------------------------------------ | ------------------------------------------------------------------------------ | ------------------------------------------------------------------------------ | ------------------------------------------------------------------------------ |
| 6-6-2022                                                                       | Differdange                                                                    | Lussemburgo under 21                                                           | 0 – 3                                                                          | Italia under 21                                                                | Qual. Europeo Under-21 2023                                                    | -                                                                              |                                                                                |
| 14-6-2022                                                                      | Ascoli Piceno                                                                  | Italia under 21                                                                | 4 – 1                                                                          | Irlanda under 21                                                               | Qual. Europeo Under-21 2023                                                    | -                                                                              | 66’                                                                            |
| 22-9-2022                                                                      | Pescara                                                                        | Italia under 21                                                                | 0 – 2                                                                          | Inghilterra under 21                                                           | Amichevole                                                                     | -                                                                              | 68’                                                                            |
| 22-6-2023                                                                      | Cluj-Napoca                                                                    | Francia under 21                                                               | 2 – 1                                                                          | Italia under 21                                                                | Europeo Under-21 2023 - 1º turno                                               | -                                                                              | 75’                                                                            |
| 28-6-2023                                                                      | Cluj-Napoca                                                                    | Italia under 21                                                                | 0 – 1                                                                          | Norvegia under 21                                                              | Europeo Under-21 2023 - 1º turno                                               | -                                                                              | 71’                                                                            |
| 8-9-2023                                                                       | Jūrmala                                                                        | Lettonia under 21                                                              | 0 – 0                                                                          | Italia under 21                                                                | Qual. Europeo Under-21 2025                                                    | -                                                                              | 60’                                                                            |
| 12-9-2023                                                                      | İzmit                                                                          | Turchia under 21                                                               | 0 – 2                                                                          | Italia under 21                                                                | Qual. Europeo Under-21 2025                                                    | 1                                                                              | 65’                                                                            |
| 17-10-2023                                                                     | Bolzano                                                                        | Italia under 21                                                                | 2 – 0                                                                          | Norvegia under 21                                                              | Qual. Europeo Under-21 2025                                                    | -                                                                              | 72’                                                                            |
| 22-3-2024                                                                      | Cesena                                                                         | Italia under 21                                                                | 2 – 0                                                                          | Lettonia under 21                                                              | Qual. Europeo Under-21 2025                                                    | -                                                                              | 67’                                                                            |
| 21-3-2025                                                                      | Venezia                                                                        | Italia under 21                                                                | 1 – 2                                                                          | Paesi Bassi under 21                                                           | Amichevole                                                                     | -                                                                              |                                                                                |
| Totale                                                                         |                                                                                | Presenze                                                                       | 10                                                                             |                                                                                | Reti                                                                           | 1                                                                              |                                                                                |

## Palmarès

### Club
- Coppa Italia: 1

Juventus: 2023-2024

### Individuale
- Golden Boy: 1

Miglior italiano Under-21: 2022